# Rissoia
Rissoia là một chi ốc biển nhỏ, là động vật thân mềm chân bụng sống ở biển trong họ Rissoidae.

## Các loài
Các loài trong chi Rissoia gồm có:
- Rissoia edgariana
- Rissoia insignificans
- Rissoia scotiana
- Rissoia sulcata